# 趙攬
趙 攬（ちょう らん、? - ）は、五胡十六国時代後趙の人物。

## 生涯
後趙に仕え、太史令に任じられた。
338年5月、石虎は前燕征伐を目論んだが、趙攬はこれを諌めて「歳星（木星）が燕の分野を守っております。出兵しても功はなく、必ずや禍を受けるでしょう」と述べた。この発言は石虎の怒りを買い、趙攬は鞭打たれて肥如長に降格させられた。その後、石虎の前燕出兵が失敗に終わると、趙攬は罪を許されて太史令に復職した。
344年1月、石虎は太武殿で群臣を宴会を行うと、白雁百羽余りが馬道に南に集まった。石虎はこれを射る様命じたが、誰も当てる事が出来なかった。趙攬は密かに石虎へ「白雁が庭に集うのは、宮室が将に空となる象徴です。南へ行くべきではありません」と告げた。石虎はこの時、三方へ出征を計画しており、諸州の兵百万余りを集めていたが、趙攬の進言を聞き入れて征伐を中止した。宣武観において閲兵を行うのみに留めた。
同年、領軍王朗は石虎へ上言して「今年は寒さが厳しく雪も多く降りましたが、皇太子（石宣）は人を使って宮廷の木を伐採させ、漳河から水を引き込みました。徴発された者は数万人に及び、怨嗟の声が満ちております。陛下はこのような状況で出遊なさるべきではないかと」と戒めると、石虎はこれに従ったが、石宣はこの発言に憤った。4月、熒惑（火星）が房宿に入るという事象が起こると、石宣はこれに託けて王朗を陥れようと考え、趙攬に命じて石虎へ上言させて「昴というのは、趙の領域であります。故に熒惑の所在というのは主が心配する所です。房とは天王の事であり、今熒惑がこれに入りました。その禍は些細なものではありません。貴臣で王姓の者を処断し、これを対処すべきです」と勧めると、石虎は「誰をそうすべきか」と問うた。趙攬は「王領軍（王朗）より貴いものはおりません」と答えたが、石虎は王朗の才を惜しみ、趙攬へその次について尋ねた。すると、趙攬は「その次は中書監王波であります」と述べた。これにより石虎は詔を下して王波の過去の失敗を蒸し返して罪に問い、これを腰斬に処した。
石虎は頻繁に作役を行ったので、百姓は悩み苦しんでいた。347年8月、近郡の男女16万人、車10万乗を徴発し、華林苑の造営の為と北に長壁を築く為、土を運ばせた。趙攬は石璞・申鍾と共に上疏して「今、天文は錯乱し、百姓は疲弊しております。また、苦役を大興するのは明主のやる事ではありません。どうか民を惜しんでくださいますよう」と述べた。その言葉は甚だ切直であったが、石虎は「苑や壁が朝に完成したならば、我は夕に死のうとも恨みはない」と言い放ち、趙攬らの要請を容れなかった。
後に散騎常侍に任じられた。
348年8月、皇太子石宣が秦公石韜を殺害し、石虎はこれに激怒して石宣を殺害した。これより以前、趙攬は石虎へ「宮中に将に変が起こります。これに備えられますよう」と告げていた。その為、石虎は趙攬が石宣の謀略を知っていながら黙っていたのではないかと疑い、趙攬は誅殺されてしまった。
資治通鑑には、趙攬は猜暴の朝廷において天文を談じたが、これによって自らに禍を招いたのだと評されている。